# Eoin Jess
Eoin Jess [Schots-Gaelisch: 'oːʋən dʒ'ɛs; simpel fonetisch Nederlands: 'owen jazz'] (Portsoy (Aberdeenshire), 13 december 1970) is een Schots voormalig voetballer die bij voorkeur als aanvallende middenvelder speelde. 
Het grootste gedeelte van zijn carrière bracht hij door in zijn vaderland, met name bij Aberdeen. Daarnaast speelde Jess voor Bradford City en Coventry City in de Premier League. Hij voetbalde tevens voor Nottingham Forest en Northampton Town. In de loondienst van laatstgenoemde club beëindigde Jess in 2007 zijn loopbaan.
Jess kwam 18 keer uit voor het Schots voetbalelftal en scoorde twee keer.

## Clubcarrière

### Aberdeen
Jess speelde twaalf seizoenen voor Aberdeen in de Scottish Premier Division, gespreid over twee periodes. Hij scoorde tachtig doelpunten voor Aberdeen uit meer dan 300 competitiewedstrijden, maar trof ook vijf maal doel in de Europacup II 1993/94 - dit nadat Aberdeen het voorgaande seizoen tweede was geëindigd. Jess was daarmee gedeeld topschutter met Ivaylo Andonov (CSKA Sofia), Ulf Kirsten (Bayer Leverkusen) en Alon Mizrahi (Maccabi Haifa). In zijn eerste periode bij Aberdeen won Jess de Scottish League Cup in 1989.

### Coventry City
Tussendoor was Jess actief voor Coventry City in de Premier League (vanaf januari 1996), maar daar vond Jess nooit echt zijn draai. Hoewel hij 39 keer mocht opdraven voor Coventry in de Premier League, scoorde Jess in vergelijking met zijn periode bij Aberdeen slechts één keer. Dat deed Jess in volle degradatiestrijd op Highfield Road tegen Queens Park Rangers medio april 1996. Jess vermeed bovendien op het kantje af een degradatie naar het Championship.

### Terugkeer naar Aberdeen en Bradford
Jess keerde na het seizoen 1996/1997 terug naar het oude nest, Aberdeen. Aberdeen verhuurde hem tijdens het seizoen 2000/2001 aan de Engelse eersteklasser Bradford City. Bradford City begon dat jaar aan zijn tweede seizoen in de Premier League. Jess zakte met de club echter uit de Premier League, ondanks drie doelpunten uit 17 competitiewedstrijden. In de zomer van 2001 nam Bradford City hem definitief over. Jess maakte mee de overstap naar de tweede klasse en beleefde daar een succesvoller seizoen door 14 keer te scoren uit 45 wedstrijden.

### Nottingham Forest
Na het seizoen 2001/2002 verruilde hij Bradford City voor Nottingham Forest, toen die club reeds uitkwam in het Championship. Hij vertoefde drie seizoenen bij Forest, waarin hij zeven keer scoorde uit 86 competitieduels.

### Northampton Town
Jess beëindigde zijn spelersloopbaan bij derdeklasser Northampton Town in 2007.

## Erelijst
| Competitie          |          |          |
| Competitie          | Aantal   | Jaren    |
| Aberdeen            | Aberdeen | Aberdeen |
| ------------------- | -------- | -------- |
| Scottish League Cup | 1×       | 1988/89  |

## Interlandcarrière
Jess kwam achttien keer uit voor het Schots voetbalelftal en nam deel aan EURO 1996 in Engeland. Hij scoorde twee doelpunten voor de Schotse nationale ploeg als speler van Aberdeen, het eerste gedurende zijn oorspronkelijke periode bij de club en het andere gedurende zijn tweede periode. Zijn eerste doelpunt maakte hij tegen San Marino in 1995 en het laatste kwam er tegen Tsjechië in maart 1999, een kwalificatiewedstrijd voorafgaand aan het Europees kampioenschap voetbal 2000 in Nederland en België. Jess werkte zijn laatste interland af op 9 juni 1999, opnieuw tegen Tsjechië. Hij moest als invaller ondergaan hoe Schotland met 3-2 verloor.